# Clione no akari
Clione no akari (クリオネの灯り?, Kurione no akari, lett. La luce di clione) è un romanzo giapponese di Natural-Rain pubblicato online nel 2004 e pubblicato in stampa da East Press nel 2012. Un adattamento anime, prodotto da Drop, è stato trasmesso in Giappone tra il 12 luglio e il 27 settembre 2017.

## Trama
Dopo una giornata di pioggia, Minori, una ragazza orfana malata e vittima di bullismo, non torna più a scuola, essendo stata ricoverata in un ospedale di una lontana città. Due mesi dopo, i due amici e compagni di classe, Takashi e Kyōko, ricevono una misteriosa email senza alcun mittente. Le lettere parlano di un festival estivo che si svolge in una città vicino.

## Personaggi
Minori Amamiya (ミノリ/雨宮 実?, Amamiya Minori)
Doppiata da: Sayuri Matsumura
Takashi Aoi (タカシ/碧井 方?, Aoi Takashi)
Doppiato da: Shunya Ōhira
Kyōko Tsukihashi (キョウコ/月橋 杏子?, Tsukihashi Kyōko)
Doppiata da: Natsuko Hara
Nanami Yukine (ナナミ/雪音 七海?, Yukine Nanami)
Doppiata da: Riko Sasaki
Yuna Nagino (ユナ/凪乃 遊夏?, Nagino Yuna)
Doppiata da: Riho Iida
Kaho Ichinose (カホ/一ノ瀬 佳帆?, Ichinose Kaho)
Doppiata da: Aina Suzuki
Sayaka Hama (サヤカ/浜 沙耶花?, Hama Sayaka)
Doppiata da: Akari Kageyama
Gen Isozaki (ゲン/磯崎 源?, Isozaki Gen)
Doppiato da: Yūki Fujita
Kōsuke Okishima (コウスケ/沖島 航介?, Okishima Kōsuke)
Doppiato da: Misaki Ōhashi
Shōta Sayama (ショウタ/砂山翔太?, Sayama Shōta)
Doppiato da: Moa Tsukino
Inoue-sensei/Sakura Inoue (いのうえ 先生/井上 桜?, Inoue Sakura)
Doppiata da: Kana Aoi

## Media

### Anime
Un adattamento anime, prodotto da Drop e diretto da Ishikawa Pro, è andato in onda dal 12 luglio al 27 settembre 2017. Il character design è stato sviluppato dall'autore originale Natural-Rain, mentre il suono è stato diretto da Kazuhiko Izu. Le sigle di apertura e chiusura sono rispettivamente Clione no akari (クリオネの灯り?) e Sora o tobu kaze (空ヲ飛ブ風?), entrambe interpretate da aki, mentre l'insert song è Hyakunichi no hana (百日の花?) di Riko Sasaki. Gli episodi sono stati trasmessi in streaming in simulcast esclusivamente da Amazon su Anime Strike negli Stati Uniti e su Amazon Video nel resto del mondo.

#### Episodi
| Nº | Titolo italiano (traduzione letterale) Giapponese 「Kanji」 - Rōmaji                       | In onda           | In onda |
| Nº | Titolo italiano (traduzione letterale) Giapponese 「Kanji」 - Rōmaji                       | Giapponese        |         |
| 1  | Da sola 「独りぼっち」 - Hitoribotchi                                                      | 12 luglio 2017    |         |
| 2  | Promessa 「約束」 - Yakusoku                                                               | 19 luglio 2017    |         |
| 3  | Coraggio 「勇気」 - Yūki                                                                   | 26 luglio 2017    |         |
| 4  | Acquario 「水族館」 - Suizokukan                                                           | 2 agosto 2017     |         |
| 5  | A domani 「また明日」 - Mata ashita                                                        | 9 agosto 2017     |         |
| 6  | Il fiore dei cento giorni 「百日の花」 - Hyaku-nichi no hana                               | 16 agosto 2017    |         |
| 7  | Il trambusto del festival 「祭の賑わい」 - Matsuri no nigiwai                              | 23 agosto 2017    |         |
| 8  | Un piccolo faro 「小さな灯台」 - Chiisa na tōdai                                           | 30 agosto 2017    |         |
| 9  | Il faro e i tetrapodi 「灯台とテトラポッド」 - Tōdai to tetorapoddo                        | 6 settembre 2017  |         |
| 10 | Dopo il festival, la luce del mattino 「祭りの後、朝の光」 - Matsuri no ato, asa no hikari | 13 settembre 2017 |         |
| 11 | Ricordi del futuro 「未来の想い出」 - Mirai no omoide                                      | 20 settembre 2017 |         |
| 12 | La luce di clione 「クリオネの灯り」 - Kurione no akari                                    | 27 settembre 2017 |         |